# Colostygia hetlandica
Colostygia hetlandica là một loài bướm đêm trong họ Geometridae.